# Lisa Loven Kongsli
Lisa Loven Kongsli (Oslo, 23 de setembro de 1979) é uma atriz Norueguêsa.

## Biografia
Ela estreou como atriz em 2008, e desde então fez vários papéis importantes na indústria cinematográfica norueguesa. Ela também teve papéis em filmes, incluindo Fatso (2008), Knerten (2009) e The Orheim Company (2012).
Em 2014, foi nomeada na categoria de Melhor Atriz no 50º Prêmio Guldbagge, por seu papel como Ebba no filme de Ruben Östlund Force Majeure.
Lisa interpretou a tenente Amazona, Menalippe, no longa da Mulher Maravilha (2017).